# Llista d'espècies d'ulobòrids
Aquesta és la llista d'espècies de ulobòrids, una família d'aranyes araneomorfes. Fou descrita per primera vegada per Tord Tamerlan Teodor Thorell el 1869. Conté la informació recollida fins al 31 d'agost de 2006 i hi ha citats 18 gèneres i 262 espècies, però la majoria formen part dels gèneres Uloborus amb 73 i Miagrammopes  amb 68 espècies. La seva distribució és molt extensa i es poden trobar per tot el món, excepte en una gran zona de l'Àfrica Central i una petita franja molt septentrional del planeta.

## Gèneres i espècies

### Ariston
O. P.-Cambridge, 1896
- Ariston albicans O. P.-Cambridge, 1896 (Mèxic fins a Panamà)
- Ariston aristus Opell, 1979 (Panamà)
- Ariston mazolus Opell, 1979 (Mèxic)
- Ariston reticens Gertsch & Davis, 1942 (Mèxic)

### Astavakra
Lehtinen, 1967
- Astavakra sexmucronata (Simon, 1893) (Filipines)

### Conifaber
Opell, 1982
- Conifaber guarani Grismado, 2004 (Paraguai, Argentina)
- Conifaber parvus Opell, 1982 (Colòmbia)
- Conifaber yasi Grismado, 2004 (Argentina)

### Daramulunia
Lehtinen, 1967
- Daramulunia gibbosa (L. Koch, 1872) (Samoa)
- Daramulunia tenella (L. Koch, 1872) (Noves Hèbrides, Fiji, Samoa)

### Hyptiotes
Walckenaer, 1837
- Hyptiotes affinis Bösenberg & Strand, 1906 (Xina, Corea, Taiwan, Japó)
- Hyptiotes akermani Wiehle, 1964 (Sud-àfrica)
- Hyptiotes analis Simon, 1892 (Sri Lanka)
- Hyptiotes cavatus (Hentz, 1847) (EUA, Canadà)
- Hyptiotes fabaceus Dong, Zhu & Yoshida, 2005 (Xina)
- Hyptiotes flavidus (Blackwall, 1862) (Mediterrani)
- Hyptiotes gerhardti Wiehle, 1929 (Grècia, Rússia)
- Hyptiotes gertschi Chamberlin & Ivie, 1935 (EUA, Canadà, Alaska)
- Hyptiotes himalayensis Tikader, 1981 (Índia)
- Hyptiotes indicus Simon, 1905 (Índia)
- Hyptiotes paradoxus (C. L. Koch, 1834) (Paleàrtic)
- Hyptiotes puebla Muma & Gertsch, 1964 (EUA)
- Hyptiotes solanus Dong, Zhu & Yoshida, 2005 (Xina)
- Hyptiotes tehama Muma & Gertsch, 1964 (EUA)
- Hyptiotes xinlongensis Liu, Wang & Peng, 1991 (Xina)

### Lubinella
Opell, 1984
- Lubinella morobensis Opell, 1984 (Nova Guinea)

### Miagrammopes
O. P.-Cambridge, 1870
- Miagrammopes albocinctus Simon, 1892 (Veneçuela)
- Miagrammopes alboguttatus F. O. P.-Cambridge, 1902 (Guatemala fins a Panamà)
- Miagrammopes albomaculatus Thorell, 1891 (Illes Nicobar)
- Miagrammopes animotus Chickering, 1968 (Puerto Rico)
- Miagrammopes aspinatus Chickering, 1968 (Panamà)
- Miagrammopes auriventer Schenkel, 1953 (Veneçuela)
- Miagrammopes bambusicola Simon, 1893 (Veneçuela)
- Miagrammopes bifurcatus Dong i cols., 2005 (Xina)
- Miagrammopes birabeni Mello-Leitão, 1945 (Argentina)
- Miagrammopes biroi Kulczyn'ski, 1908 (Nova Guinea)
- Miagrammopes bradleyi O. P.-Cambridge, 1874 (Nova Gal·les del Sud)
- Miagrammopes brasiliensis Roewer, 1951 (Brasil)
- Miagrammopes brevicaudus O. P.-Cambridge, 1882 (Sud-àfrica)
- Miagrammopes brevior Kulczyn'ski, 1908 (Nova Guinea)
- Miagrammopes brooksptensis Barrion & Litsinger, 1995 (Filipines)
- Miagrammopes cambridgei Thorell, 1887 (Myanmar, Sumatra)
- Miagrammopes caudatus Keyserling, 1890 (Queensland)
- Miagrammopes ciliatus Petrunkevitch, 1926 (Puerto Rico, Saint Vincent)
- Miagrammopes constrictus Purcell, 1904 (Sud-àfrica)
- Miagrammopes coreensis Yamaguchi, 1953 (Corea, Japó)
- Miagrammopes correai Piza, 1944 (Brasil)
- Miagrammopes corticeus Simon, 1892 (Veneçuela)
- Miagrammopes cubanus Banks, 1909 (Cuba)
- Miagrammopes extensus Simon, 1889 (Índia)
- Miagrammopes fasciatus Rainbow, 1916 (Queensland)
- Miagrammopes ferdinandi O. P.-Cambridge, 1870 (Sri Lanka)
- Miagrammopes flavus (Wunderlich, 1976) (Queensland)
- Miagrammopes gravelyi Tikader, 1971 (Índia)
- Miagrammopes gulliveri Butler, 1876 (Rodríguez)
- Miagrammopes guttatus Mello-Leitão, 1937 (Brasil)
- Miagrammopes indicus Tikader, 1971 (Índia)
- Miagrammopes intempus Chickering, 1968 (Panamà)
- Miagrammopes kirkeensis Tikader, 1971 (Índia)
- Miagrammopes lacteovittatus Mello-Leitão, 1947 (Brasil)
- Miagrammopes larundus Chickering, 1968 (Panamà)
- Miagrammopes latens Bryant, 1936 (Cuba, Hispaniola)
- Miagrammopes lehtineni (Wunderlich, 1976) (Queensland)
- Miagrammopes licinus Chickering, 1968 (Panamà)
- Miagrammopes longicaudus O. P.-Cambridge, 1882 (Sud-àfrica)
- Miagrammopes luederwaldti Mello-Leitão, 1925 (Brasil)
- Miagrammopes maigsieus Barrion & Litsinger, 1995 (Filipines)
- Miagrammopes mexicanus O. P.-Cambridge, 1893 (EUA, Mèxic)
- Miagrammopes molitus Chickering, 1968 (Jamaica)
- Miagrammopes oblongus Yoshida, 1982 (Taiwan, Japó)
- Miagrammopes oblucus Chickering, 1968 (Jamaica)
- Miagrammopes orientalis Bösenberg & Strand, 1906 (Xina, Corea, Taiwan, Japó)
- Miagrammopes paraorientalis Dong, Zhu & Yoshida, 2005 (Xina)
- Miagrammopes pinopus Chickering, 1968 (Illes Verges)
- Miagrammopes plumipes Kulczyn'ski, 1911 (Nova Guinea)
- Miagrammopes poonaensis Tikader, 1971 (Índia)
- Miagrammopes raffrayi Simon, 1881 (Zanzíbar, Sud-àfrica)
- Miagrammopes rimosus Simon, 1886 (Tailàndia, Vietnam)
- Miagrammopes romitii Caporiacco, 1947 (Guyana)
- Miagrammopes rubripes Mello-Leitão, 1949 (Brasil)
- Miagrammopes scoparius Simon, 1891 (Saint Vincent)
- Miagrammopes sexpunctatus Simon, 1906 (Índia)
- Miagrammopes similis Kulczyn'ski, 1908 (Nova Guinea)
- Miagrammopes simus Chamberlin & Ivie, 1936 (Panamà)
- Miagrammopes Singapurnsis Kulczyn'ski, 1908 (Singapur)
- Miagrammopes spatulatus Dong i cols., 2005 (Xina)
- Miagrammopes sutherlandi Tikader, 1971 (Índia)
- Miagrammopes thwaitesi O. P.-Cambridge, 1870 (Índia, Sri Lanka)
- Miagrammopes tonatus Chickering, 1968 (Jamaica)
- Miagrammopes trailli O. P.-Cambridge, 1882 (Brasil)
- Miagrammopes unguliformis Dong i cols., 2005 (Xina)
- Miagrammopes unipus Chickering, 1968 (Panamà)
- Miagrammopes viridiventris Strand, 1911 (Illes Kei)
- Miagrammopes zenzesi (Mello-Leitão, 1945) (Argentina)

### Octonoba
Opell, 1979
- Octonoba ampliata Dong, Zhu & Yoshida, 2005 (Xina)
- Octonoba aurita Dong, Zhu & Yoshida, 2005 (Xina)
- Octonoba basuensis Hu, 2001 (Xina)
- Octonoba biforata Zhu, Sha & Chen, 1989 (Xina)
- Octonoba dentata Dong, Zhu & Yoshida, 2005 (Xina)
- Octonoba digitata Dong, Zhu & Yoshida, 2005 (Xina)
- Octonoba grandiconcava Yoshida, 1981 (Illes Ryukyu)
- Octonoba grandiprojecta Yoshida, 1981 (Illes Ryukyu)
- Octonoba longshanensis Xian i cols., 1997 (Xina)
- Octonoba okinawensis Yoshida, 1981 (Okinawa)
- Octonoba paralongshanensis Dong, Zhu & Yoshida, 2005 (Xina)
- Octonoba paravarians Dong, Zhu & Yoshida, 2005 (Xina)
- Octonoba rimosa Yoshida, 1983 (Illes Ryukyu)
- Octonoba senkakuensis Yoshida, 1983 (Japó)
- Octonoba serratula Dong, Zhu & Yoshida, 2005 (Xina)
- Octonoba sinensis (Simon, 1880) (Xina, Corea, Japó, Amèrica del Nord)
- Octonoba spinosa Yoshida, 1982 (Taiwan)
- Octonoba sybotides (Bösenberg & Strand, 1906) (Xina, Corea, Japó)
- Octonoba taiwanica Yoshida, 1982 (Taiwan)
- Octonoba tanakai Yoshida, 1981 (Illes Ryukyu)
- Octonoba uncinata Yoshida, 1981 (Illes Ryukyu)
- Octonoba varians (Bösenberg & Strand, 1906) (Xina, Corea, Japó)
- Octonoba wanlessi Zhang, Zhu & Song, 2004 (Xina)
- Octonoba yaeyamensis Yoshida, 1981 (Illes Ryukyu)
- Octonoba yaginumai Yoshida, 1981 (Okinawa)
- Octonoba yesoensis (Saito, 1934) (Rússia, Àsia central fins al Japó)
- Octonoba yoshidai Tanikawa, 2006 (Japó)

### Orinomana
Strand, 1934
- Orinomana ascha Grismado, 2000 (Argentina)
- Orinomana bituberculata (Keyserling, 1881) (Ecuador, Perú)
- Orinomana galianoae Grismado, 2000 (Argentina)
- Orinomana mana Opell, 1979 (Xile)

### Philoponella
Mello-Leitão, 1917
- Philoponella angolensis (Lessert, 1933) (Costa d'Ivori, Angola)
- Philoponella arizonica (Gertsch, 1936) (EUA, Mèxic)
- Philoponella bella Opell, 1979 (Colòmbia)
- Philoponella collina (Keyserling, 1883) (Perú)
- Philoponella congregabilis (Rainbow, 1916) (Nova Gal·les del Sud)
- Philoponella cymbiformis Xian i cols., 1997 (Xina)
- Philoponella divisa Opell, 1979 (Colòmbia)
- Philoponella fasciata (Mello-Leitão, 1917) (Brasil, Paraguai, Argentina)
- Philoponella gibberosa (Kulczyn'ski, 1908) (Java)
- Philoponella herediae Opell, 1987 (Costa Rica)
- Philoponella hilaris (Simon, 1906) (Índia)
- Philoponella lingulata Dong, Zhu & Yoshida, 2005 (Xina)
- Philoponella lunaris (C. L. Koch, 1839) (Brasil)
- Philoponella mollis (Thorell, 1895) (Myanmar)
- Philoponella nasuta (Thorell, 1895) (Xina, Myanmar)
- Philoponella nigromaculata Yoshida, 1992 (Taiwan)
- Philoponella operosa (Simon, 1896) (Sud-àfrica)
- Philoponella oweni (Chamberlin, 1924) (EUA, Mèxic)
- Philoponella pantherina (Keyserling, 1890) (Nova Gal·les del Sud)
- Philoponella para Opell, 1979 (Paraguai, Argentina)
- Philoponella pisiformis Dong, Zhu & Yoshida, 2005 (Xina)
- Philoponella pomelita Grismado, 2004 (Argentina)
- Philoponella prominens (Bösenberg & Strand, 1906) (Xina, Corea, Japó)
- Philoponella quadrituberculata (Thorell, 1892) (Java, Moluques)
- Philoponella raffrayi (Simon, 1891) (Java, Moluques)
- Philoponella ramirezi Grismado, 2004 (Brasil)
- Philoponella republicana (Simon, 1891) (Panamà fins a Bolívia)
- Philoponella sabah Yoshida, 1992 (Borneo)
- Philoponella semiplumosa (Simon, 1893) (EUA, Grans Antilles fins a Veneçuela)
- Philoponella signatella (Roewer, 1951) (Mèxic fins a Hondures)
- Philoponella subvittata Opell, 1981 (Guyana)
- Philoponella tingens (Chamberlin & Ivie, 1936) (Costa Rica fins a Colòmbia)
- Philoponella truncata (Thorell, 1895) (Myanmar, Java)
- Philoponella variabilis (Keyserling, 1887) (Queensland, Nova Gal·les del Sud)
- Philoponella vicina (O. P.-Cambridge, 1899) (Mèxic fins a Costa Rica)
- Philoponella vittata (Keyserling, 1881) (Panamà fins a Paraguai)
- Philoponella wuyiensis Xian i cols., 1997 (Xina)

### Polenecia
Lehtinen, 1967
- Polenecia producta (Simon, 1873) (Mediterrani fins a Azerbaijan)

### Purumitra
Lehtinen, 1967
- Purumitra australiensis Opell, 1995 (Queensland)
- Purumitra grammica (Simon, 1893) (Filipines, Illes Carolines)

### Siratoba
Opell, 1979
- Siratoba referens (Muma & Gertsch, 1964) (EUA, Mèxic)
- Siratoba sira Opell, 1979 (Mèxic)

### Sybota
Simon, 1892
- Sybota abdominalis (Nicolet, 1849) (Xile)
- Sybota atlantica Grismado, 2001 (Argentina)
- Sybota mendozae Opell, 1979 (Argentina)
- Sybota osornis Opell, 1979 (Xile)
- Sybota rana (Mello-Leitão, 1941) (Argentina)

### Tangaroa
Lehtinen, 1967
- Tangaroa beattyi Opell, 1983 (Illes Carolines)
- Tangaroa dissimilis (Berland, 1924) (Noves Hèbrides, Nova Caledònia)
- Tangaroa Tahitíensis (Berland, 1934) (Tahití, Rapa)

### Uloborus
Latreille, 1806
- Uloborus albescens O. P.-Cambridge, 1885 (Yarkand)
- Uloborus albofasciatus Chrysanthus, 1967 (Nova Guinea)
- Uloborus albolineatus Mello-Leitão, 1941 (Argentina)
- Uloborus ater Mello-Leitão, 1917 (Brasil)
- Uloborus aureus Vinson, 1863 (Madagascar)
- Uloborus barbipes L. Koch, 1872 (Queensland)
- Uloborus berlandi Roewer, 1951 (Guinea)
- Uloborus bigibbosus Simon, 1905 (Índia)
- Uloborus bispiralis Opell, 1982 (Nova Guinea)
- Uloborus campestratus Simon, 1893 (EUA fins a Veneçuela)
- Uloborus canescens C. L. Koch, 1844 (Colòmbia)
- Uloborus canus MacLeay, 1827 (Austràlia)
- Uloborus conus Opell, 1982 (Nova Guinea)
- Uloborus crucifaciens Hingston, 1927 (Myanmar)
- Uloborus cubicus (Thorell, 1898) (Myanmar)
- Uloborus danolius Tikader, 1969 (Índia, Illes Nicobar)
- Uloborus diversus Marx, 1898 (EUA, Mèxic)
- Uloborus eberhardi Opell, 1981 (Costa Rica)
- Uloborus elongatus Opell, 1982 (Argentina)
- Uloborus emarginatus Kulczyn'ski, 1908 (Java)
- Uloborus ferokus Bradoo, 1979 (Índia)
- Uloborus filidentatus Hingston, 1932 (Guyana)
- Uloborus filifaciens Hingston, 1927 (Illes Andaman)
- Uloborus filinodatus Hingston, 1932 (Guyana)
- Uloborus formosus Marx, 1898 (Mèxic)
- Uloborus furunculus Simon, 1906 (Índia)
- Uloborus georgicus Mcheidze, 1997 (Geòrgia)
- Uloborus gilvus (Blackwall, 1870) (Itàlia, Grècia)
- Uloborus glomosus (Walckenaer, 1842) (EUA, Canadà)
- Uloborus guangxiensis Zhu, Sha & Chen, 1989 (Xina)
- Uloborus humeralis Hasselt, 1882 (Myanmar, Sumatra, Java)
  - Uloborus humeralis marginatus Kulczyn'ski, 1908 (Java)
- Uloborus inaequalis Kulczyn'ski, 1908 (Nova Guinea)
- Uloborus jabalpurensis Bhandari & Gajbe, 2001 (Índia)
- Uloborus jarrei Berland & Millot, 1940 (Guinea)
- Uloborus kerevatensis Opell, 1991 (Nova Guinea)
- Uloborus khasiensis Tikader, 1969 (Índia)
- Uloborus krishnae Tikader, 1970 (Índia, Illes Nicobar)
- Uloborus leucosagma Thorell, 1895 (Myanmar)
- Uloborus limbatus Thorell, 1895 (Myanmar)
- Uloborus llastay Grismado, 2002 (Argentina)
- Uloborus lugubris (Thorell, 1895) (Myanmar)
- Uloborus metae Opell, 1981 (Colòmbia)
- Uloborus minutus Mello-Leitão, 1915 (Brasil)
- Uloborus modestus Thorell, 1891 (Illes Nicobar)
- Uloborus montifer Marples, 1955 (Samoa)
- Uloborus niger Mello-Leitão, 1917 (Brasil)
- Uloborus oculatus Kulczyn'ski, 1908 (Singapur)
- Uloborus parvulus Schmidt, 1976 (Illes Canàries)
- Uloborus penicillatoides Xian i cols., 1997 (Xina)
- Uloborus pictus Thorell, 1898 (Myanmar)
- Uloborus pinnipes Thorell, 1877 (Sulawesi)
- Uloborus planipedius Simon, 1896 (Est, Sud-àfrica)
- Uloborus plumipes Lucas, 1846 (Old World)
  - Uloborus plumipes javanus Kulczyn'ski, 1908 (Java)
- Uloborus plumosus Schmidt, 1956 (Guinea)
- Uloborus pseudacanthus Franganillo, 1910 (Portugal)
- Uloborus pteropus (Thorell, 1887) (Myanmar)
- Uloborus rufus Schmidt & Krause, 1995 (Illes Cap Verd)
- Uloborus scutifaciens Hingston, 1927 (Myanmar)
- Uloborus segregatus Gertsch, 1936 (EUA fins a Colòmbia)
- Uloborus sexfasciatus Simon, 1893 (Filipines)
- Uloborus spelaeus Bristowe, 1952 (Malàisia)
- Uloborus strandi (Caporiacco, 1940) (Etiòpia)
- Uloborus tenuissimus L. Koch, 1872 (Samoa)
- Uloborus tetramaculatus Mello-Leitão, 1940 (Brasil)
- Uloborus trifasciatus Thorell, 1890 (Illes Sunda)
- Uloborus trilineatus Keyserling, 1883 (Mèxic fins a Paraguai)
- Uloborus umboniger Kulczyn'ski, 1908 (Sri Lanka)
- Uloborus undulatus Thorell, 1878 (Java fins a Nova Guinea)
  - Uloborus undulatus indicus Kulczyn'ski, 1908 (Malàisia)
  - Uloborus undulatus obscurior Kulczyn'ski, 1908 (Nova Guinea)
  - Uloborus undulatus pallidior Kulczyn'ski, 1908 (Java fins a Nova Guinea)
- Uloborus vanillarum Vinson, 1863 (Madagascar)
- Uloborus velutinus Butler, 1882 (Madagascar)
- Uloborus villosus Keyserling, 1881 (Colòmbia)
- Uloborus viridimicans Simon, 1893 (Filipines)
- Uloborus walckenaerius Latreille, 1806 (Paleàrtic)

### Waitkera
Opell, 1979
- Waitkera waitakerensis (Chamberlain, 1946) (Nova Zelanda)

### Zosis
Walckenaer, 1842
- Zosis costalimae (Mello-Leitão, 1917) (Brasil)
- Zosis geniculata (Olivier, 1789) (Pantropical)
  - Zosis geniculata altissima (Franganillo, 1926) (Cuba)
  - Zosis geniculata fusca (Caporiacco, 1948) (Guyana)
  - Zosis geniculata humilis (Franganillo, 1926) (Cuba)
  - Zosis geniculata quadripunctata (Franganillo, 1926) (Cuba)
  - Zosis geniculata similis (Franganillo, 1926) (Cuba)
  - Zosis geniculata timorensis (Schenkel, 1944) (Timor)
- Zosis peruana (Keyserling, 1881) (Colòmbia fins a Argentina)